# Свевський вузол

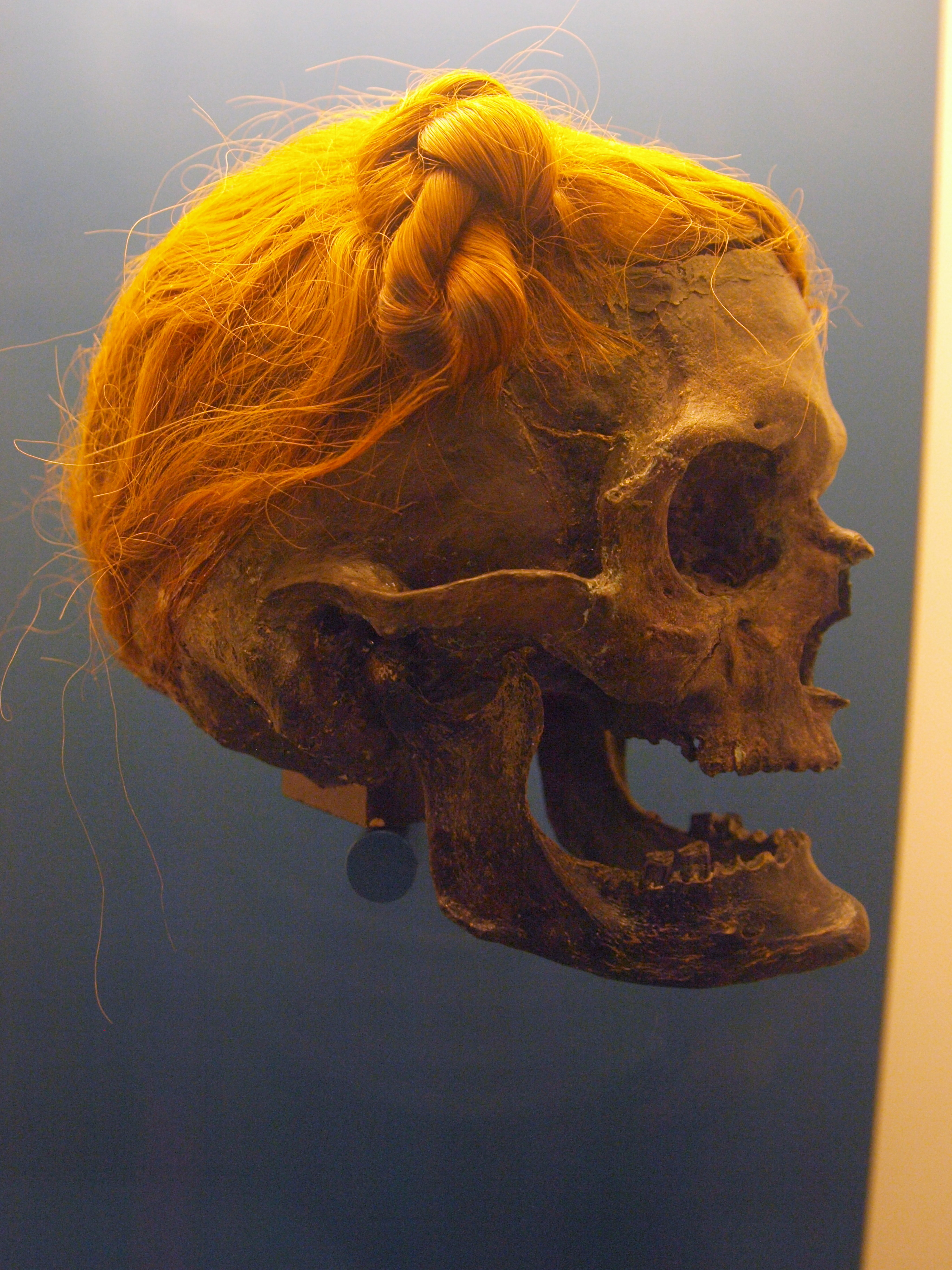
Свевський вузол (Чоловік з Остербі, І століття)

Све́вський ву́зол (нім. Suebenknoten) — стародавня зачіска у вигляді чуба-вузла, який завивався потилиці або скроні. Притаманна чоловікам германського племені свевів. Описана Тацитом в «Германії» як зачіска військової верстви, ознака вільної людини знатного походження. Зачіску свевів наслідувала молодь сусідніх германських племен. Зустрічається на витворах мистецтва та описах інших германських народів.

## Німеччина
Римський історик Тацит повідомляє з Німеччини (98 р. н.е.), що субійські воїни зачісували волосся назад або набік і зав'язували його у вузол, нібито з метою виглядати на полі бою вищими і більш грізними. Тацит також повідомляє, що мода поширилася і в сусідніх германських племенах серед молодих воїнів, тоді, як у субійців вузол носили навіть старі чоловіки як символ статусу, що "відрізняє вільного від раба", причому найхитромудріші вузли носили найзаможніші вельможі.
|                                 | Тепер я повинен зупинитися на Суебі, які складаються не з одного племені, як чатті та тенктері; бо вони займають більшу частину Німеччини, і також відрізняються особливими національними назвами, хоча і стилізовані під загальну суебійську назву. Однією з ознак раси є зачісування волосся назад на потилицю і зав'язування його низько у вузол ззаду: це відрізняє субі від інших германців, а вільнонароджених субі від рабів. У інших племен, чи то від якоїсь спорідненості з суебі, чи, як це часто буває, від наслідування, можна зустріти те ж саме; але це рідко і обмежується періодом молодості. У субі, навіть до сивини, грубі пасма волосся закручуються назад, і часто зав'язуються вузлом на самій маківці: вожді носять свої дещо більш орнаментально, до цієї міри зацікавлені в зовнішності, але невинно. |
| — Тацит, Германія (Тацит). 36ст | |

## Археологічна пам'ятка

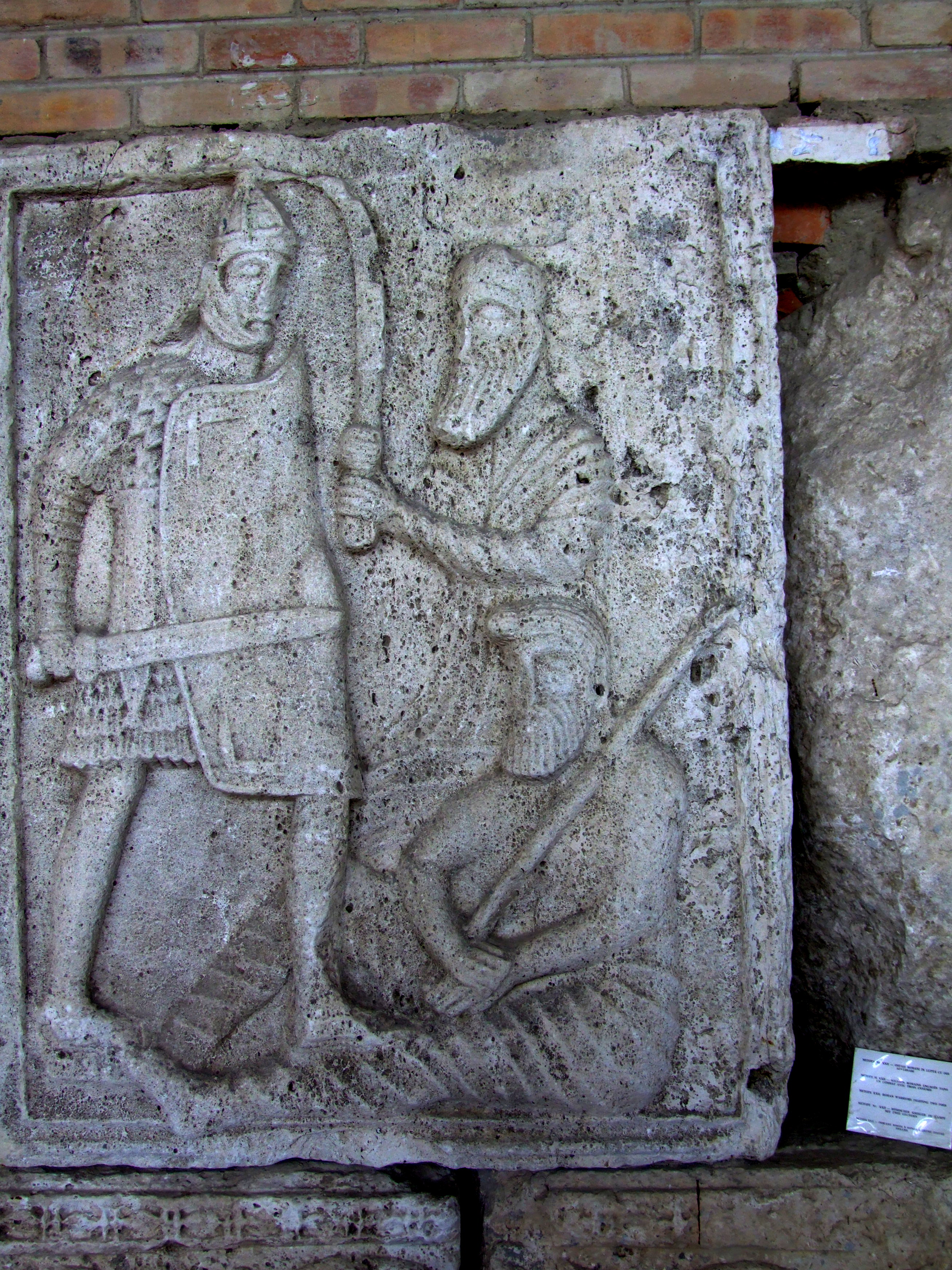
Сцена бою з Тропеума Траянського: римський легіонер б'ється з дакійським воїном, озброєним фальксом, в той час, як германський воїн з субійським вузлом лежить поранений на землі.

Було знайдено кілька болотних тіл з волоссям, заплетеним у субійські вузли:
- Людина з Остербі, 70-220 рр. н.е. з Остербі поблизу Рендсбург-Екернфорде, Шлезвіг-Гольштейн, Німеччина.[2]
- Дітгенський чоловік, 135-385 рр. н.е., з Дітгена, поблизу Рендсбург-Еккернфорде, Шлезвіг-Гольштейн, Німеччина

У 2000 році на узбережжі Балтійського моря в Чарновко біля Ленборка (Польща) було знайдено бронзовий чайник із зображенням чоловіків із зачіскою у вигляді субійського вузла.

## Зображення
Історичні зображення знайдено на: колоні Траяна; казані Мусова, рельєфі Тропеума Траяна, бронзовій скульптурі германця, що стоїть на колінах, у Національній бібліотеці Франції.

## Метод формування
Волосся ділиться ззаду на два рівномірних пасма, начісується і укладається в протилежних напрямках навколо голови. З одного боку голови, зазвичай в скроневій області, обидва пасма окремо затягуються в одному напрямку. Потім обидва пасма скручуються, при цьому обертання двох окремих пасом дещо послаблюється. З отриманої коси формується петля і надлишковий кінець коси протягується в петлю через петлю. Шляхом природного розкручування отриманий вузол затягується і зупиняється без додаткових допоміжних засобів.

## Галерея

Остербі, Німеччина
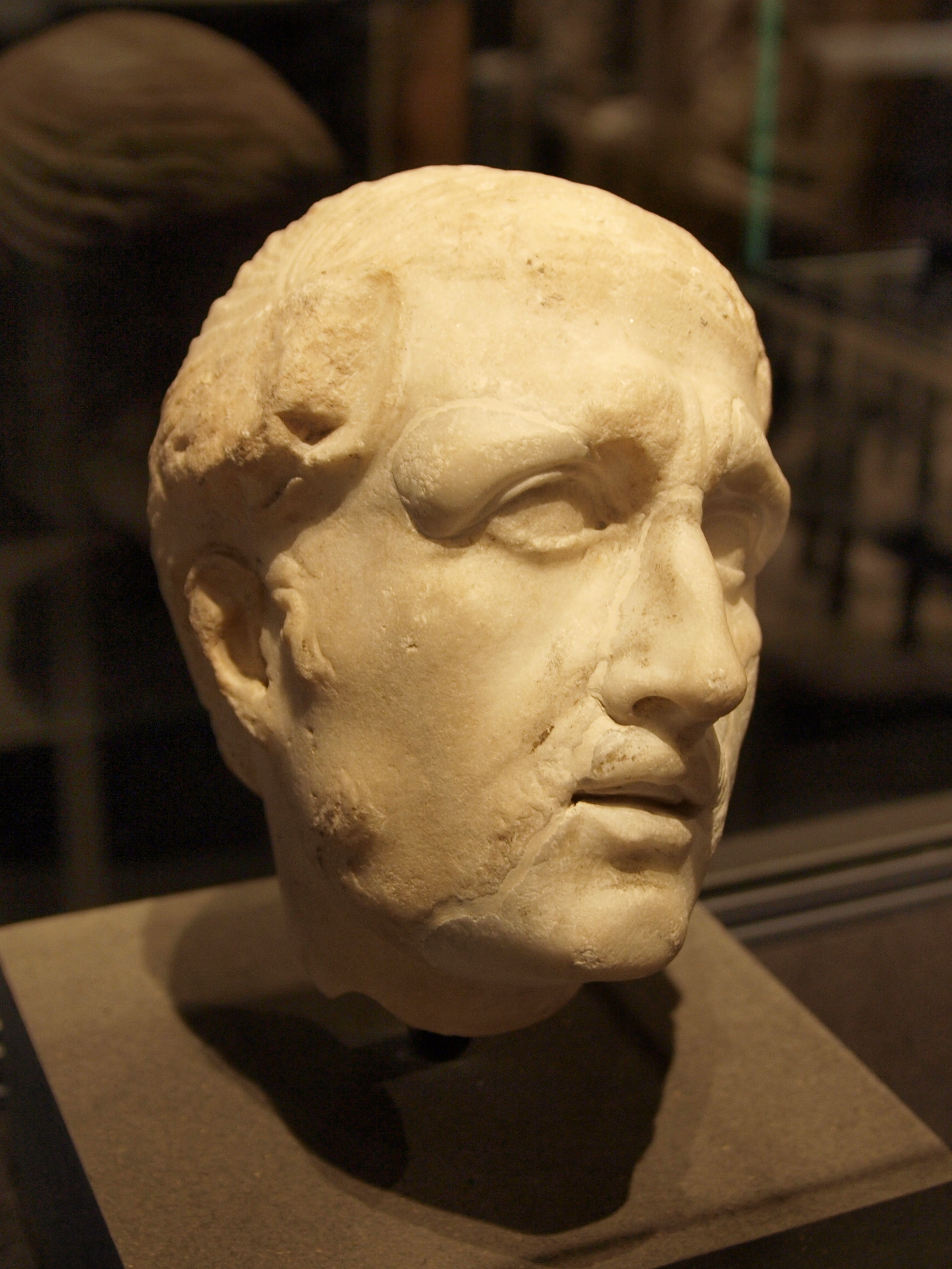
Мармурова голова
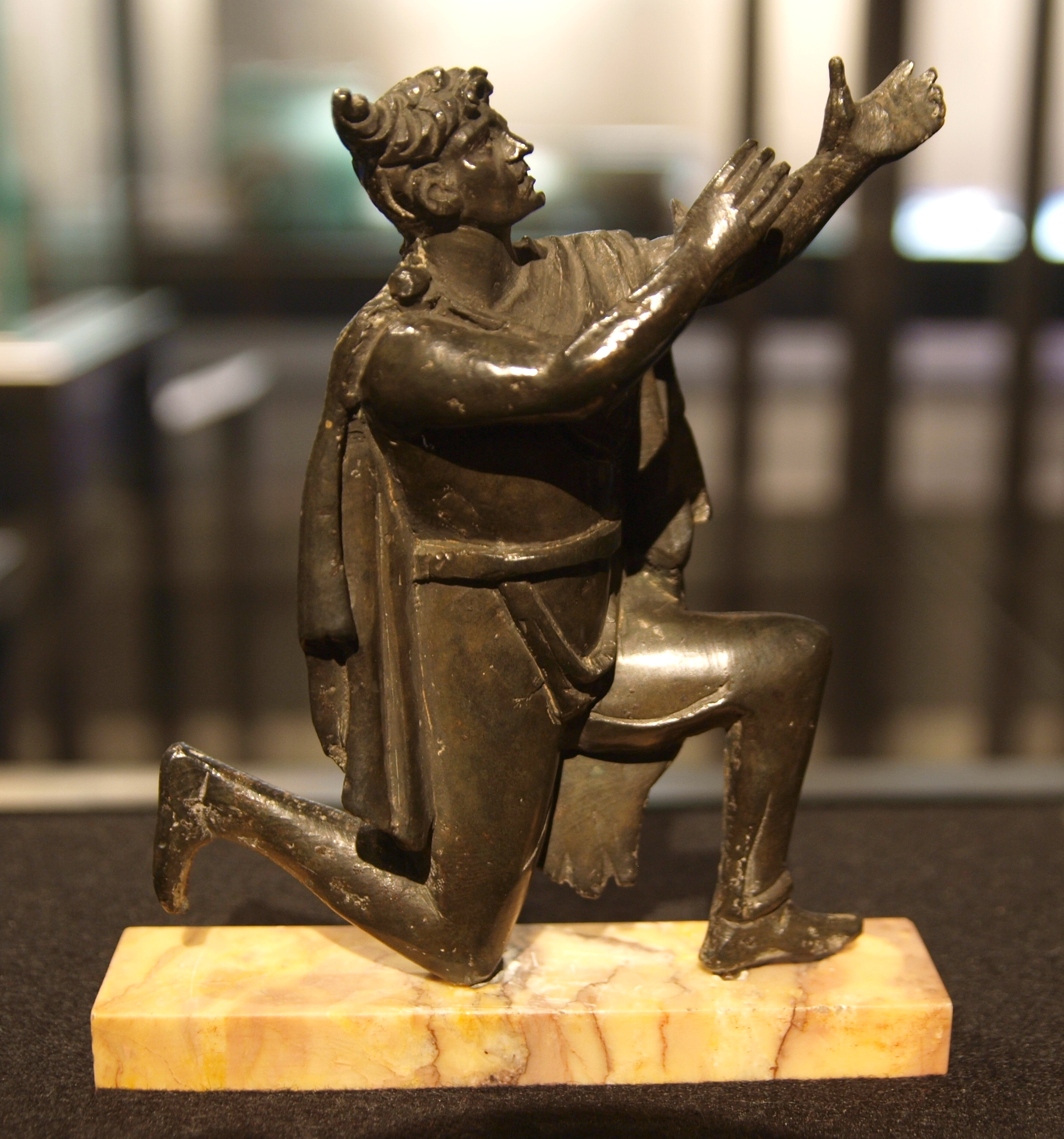
Бронзова фігурка свева
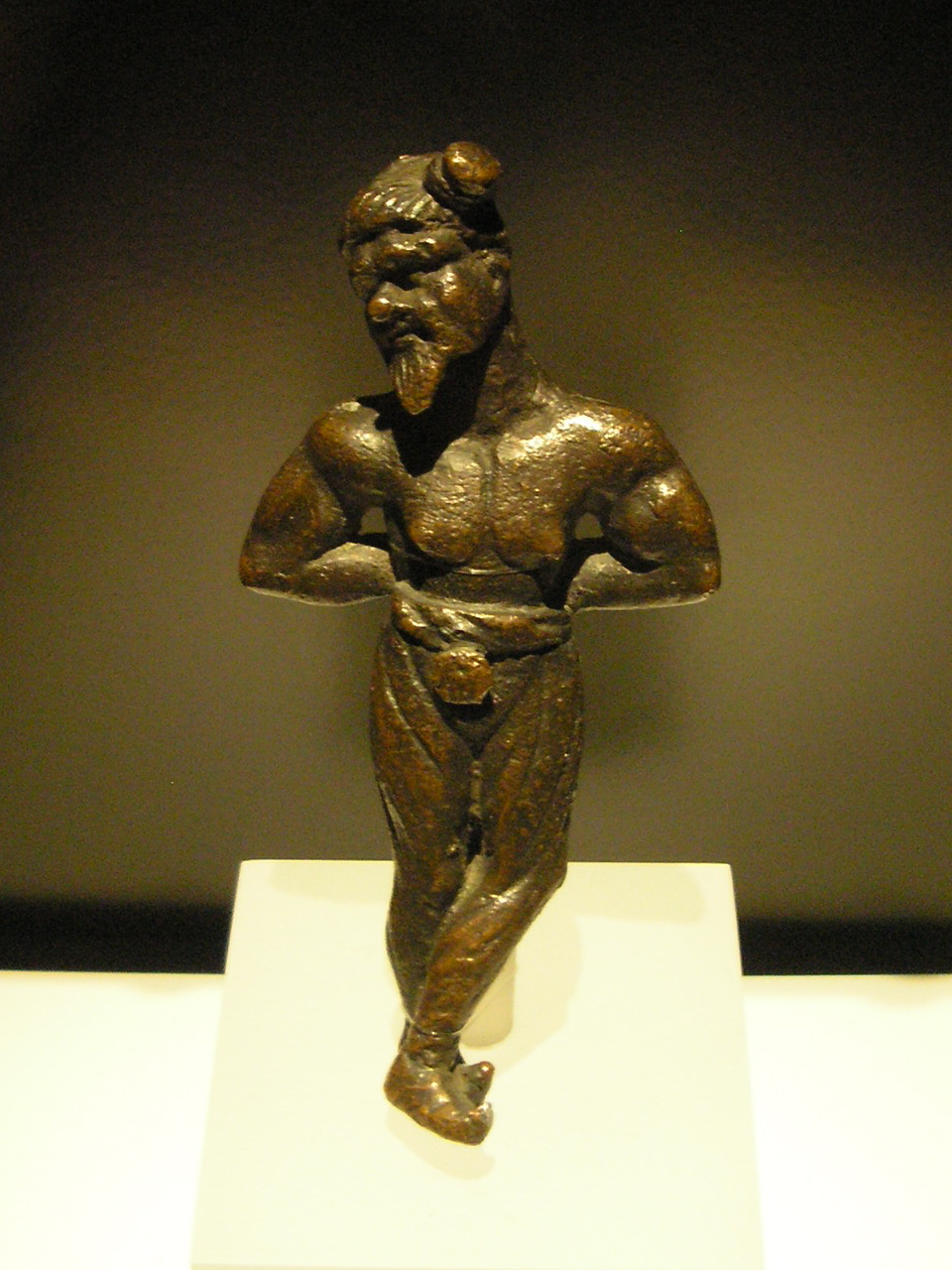
Германець
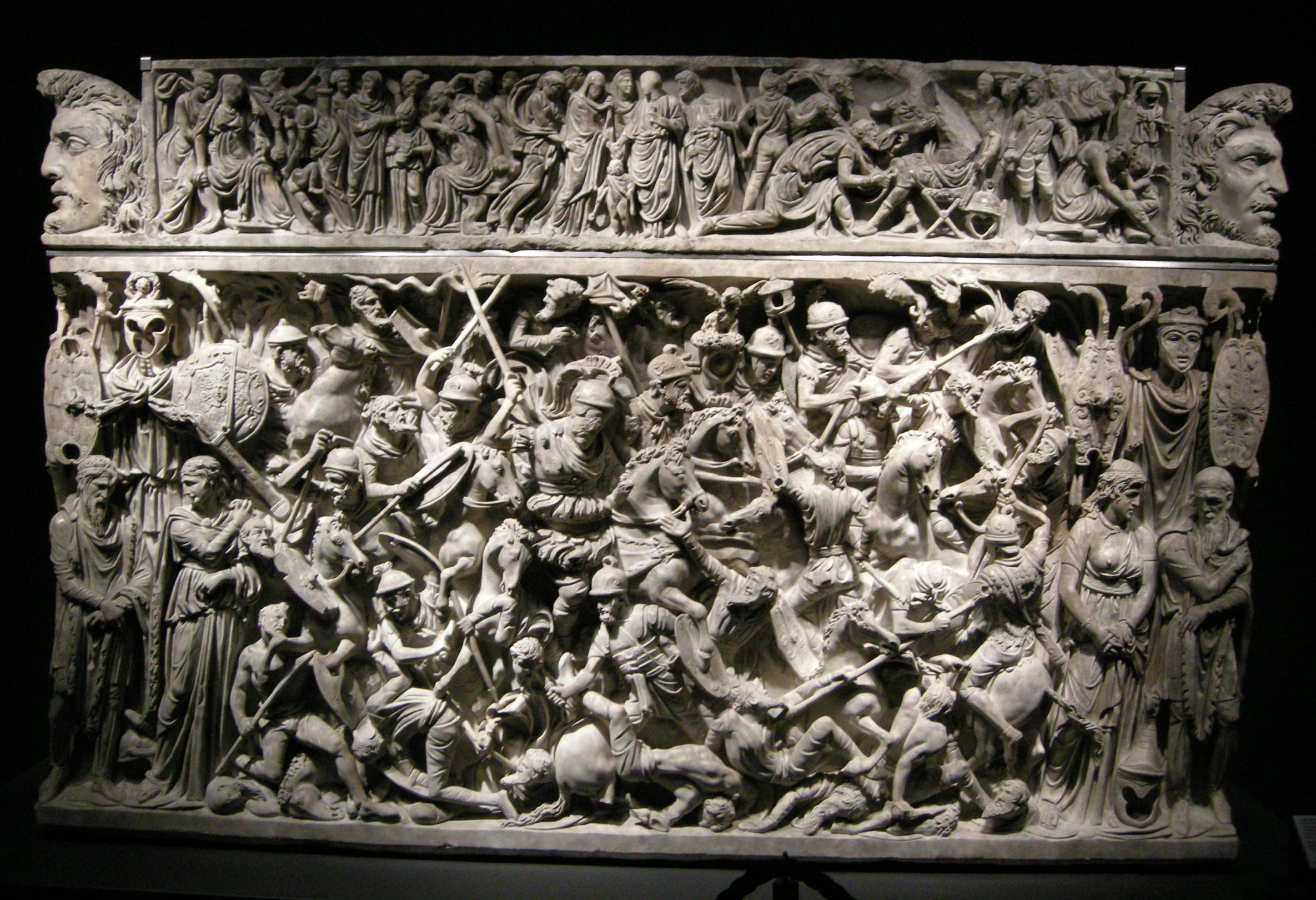
Бій зі свевами